# Cónvenos

Mapa de la Novempopulania.

Los Cónvenos (en latín : Convenae) era un pueblo aquitano o celto-aquitano, si se está refiriendo al nombre de su capital Lugdunum Convenarum. Lugdunum es un nombre celta, compuesto etimológicamente de dos palabras galas : Lug (dios celta del comercio) y el sufijo -dun (fortificación/fuerte). 
Su territorio correspondería un poco con la región del Cominges actual (la mitad sur del departamento de Alto Garona, la elevado valle de Garona, el este de la meseta de Lannemezan hasta Boulogne-sur-Gesse y L'Isle-en-Dodon) además de Vielle-Aure y el Val de Aran.
Su capital Lugdunum (denominada Lugdunum Convenarum, la Lugdunum de los Convenos, para diferenciarla de la ciudad de Lyon antigua) corresponde al actual pueblo de San Bertrán de Cominges.
Los cónvenos encuentran así su lugar en la proximidad de los volcos tectósagos de Toulouse, de los auscos de Auch, y se federarían en parte con los consoranos del Couserans, los garunos del valle de Arán, los onesios de Luchon.

## Historia
Los Cónvenos no habrían existido antes de la llegada de los romanos a Aquitania sino, al contrario, se les atribuiría la creación y la estructuración de este pueblo. Según el texto de Jerónimo de Estridon, el general romano Pompeyo, a su regreso victorioso de la guerra en Hispania contra Sertorio (en 72 a. C.), habría desplazado poblaciones pirenaicas e ibéricas para instalarlas bajo el control de un oppidum. No estaría  claro si tal oppidum existía ya o se construyó para la ocasión.
Este asentamiento en la salida del alto valle del Garona (sobre el solar del actual San Bertrán de Cominges) se efectuó en detrimento de las poblaciones autóctonas (según Raymond Lizop, las garunos mencionados por César) que habrían pasado así del dominio político de los volcas tectósages de Toulouse a aquella de la administración romana.
Cónvenos fue el nombre dado a esta confederación de pueblos (convenae, del latín convenio, congregar, reunirse; convena: extranjeros venidos de todas partes, fugitivos, aventureros), una agregación de poblaciones, para una amplia parte autóctona y de lengua y de cultura aquitana, para el resto deportados desde los valles del sur de Pirineo, tal vez desde el centro de España (vetones, celtíberos y arévacos). La fundación de la aldea de Lugdunum en los confines occidentales del dominio romano estaba destinada a consolidar la autoridad de Roma en los márgenes de los territorios que controlaban.
Desde el origen de este pequeño puesto fronterizo, la ciudad conoce un aventajado desarrollo durante las primeras décadas del siglo I d. C.; después de la reforma augusta, los Cónvenos son separados de la Galia Narbonense por asociarlos a la nueva provincia de Aquitania. Lugdunum, convertida capital de una civitas (ciudad), se dota de importantes infraestructuras y de grandes edificios públicos. Se convierte en un foco de romanización para toda esta región (Montmaurin, Valcabrère, Valentine, termas de Luchon y del valle de Arán) y contribuye a asentar las poblaciones galo-romanas. Ubicada en el cruce de vías fluviales y calzadas, disponiendo de una tierra fértil, de canteras de mármol y de caliza, de la sal de Salies-del-Salat y de conjuntos termales reputados, la ciudad de los Cónvenos prospera y logra ser una de las más pujantes de Galia Aquitania. Lugdunum se promociona al estatus de colonia romana antes de mediados del siglo II d. C.
Bajo Diocleciano (segunda mitad del siglo III d. C.), la ciudad de los Cónvenos se transfiere a la Novempopulania. Los yacimientos arqueológicos muestran que la prosperidad se mantuvo hasta el siglo V y durante la Alta Edad Media, a pesar de las invasiones de vándalos a comienzos del  siglo V y el asedio de la ciudad por el rey de los burgundios Gontrán en 585.

## La religión de los Cónvenos
De los numerosos altares votivos, dedicados a divinidades indígenas, se han encontrado sobre el territorio de los Cónvenos. Datándolos entre los siglos I al IV de nuestra era, estos altares son más numerosos a lo largo del alto valle de Garona (desde la llanura de Río que pasa por San Bertrán de Cominges hasta Saint-Béat) y del valle del Pique y del Larboust, en torno a Bagnères-de-Luchon. Excepto el dios Abellio, que se veneraba sobre todo el territorio de los Cónvenos, las divinidades de este panteón parecen haber sido venerados localmente, en zonas muy restringidas.
Se enumeran una cuarentena de estos dioses autóctonos. Sus nombres son muy a menudo salidos de la lengua aquitana, una lengua no indo-europea. Su culto se prosiguió en paralelo con aquel de los dioses romanos recién implantados y se hizo como en otros lugares una asimilación frecuente de las unos y de los otros. Los dioses romanos, con respecto a ellos, eran sobre todo venerados en la ciudad de Lugdunum.
El cristianismo se testimonia en la región a partir del siglo IV y antes la llegada de los visigodos durante el siglo V.

## Etimología
La palabra cónvenos vendría del latín con-venit, literalmente los (pueblos) "congregados, reagrupados". 
Sin embargo, para el lingüista Jean-Claude Dinguirard siguiendo a Henri Gavel, se trataría de un juego de palabras latinas a partir de un posible nombre de pueblo *Kombenae, nombre de origen autóctono y no latina.
La primera denominación de Κονουενοι (los Cónvenos) se da en los textos del géografo griego Estrabón en el siglo I, Geografía. Los Κονουενοι habrían sido reunidos en su ciudad de Lougdounon Πόλις Λούγδουνον, conocida igualmente como Lugdunum Convenarum (actual San Bertrán de Cominges), cuyo nombre es de origen celta.
Esta denominación de Cónvenos, Κομουέναι, es retomada luego por Ptolomeo en el siglo II, en su "Guía geográfica". 
En el siglo IV, san Jerónimo, en su "diatriba Contra Vigilantio", habla de su adversario descendiente de una raza de una panda de "bandoleros  que Pompeyo reunió en una sola ciudad fortaleza, in unum oppidum congregavit," - es decir la ciudad nombrada más tarde Lugdunum Convenarum) - de la cual tomaron nombre los Cónvenos, unde et nomen Convenarum accepit.
"Este miserable Vigilantio no responde demasiado más que a su origen, nacido del grano de una pandilla de bandoleros (latro en latín) que Cneo Pompeyo asentó en las cumbres de los Pirineos y reunió en una ciudad fortaleza, tras pacificar Hispania, y mientras se apresuraba hacia Roma para obtener su triunfo"
La capital de los Cónvenos se cita por otros varios autores que, por otra parte, hablan poco de los Cónvenos mismos.